# Ricardo Anckermann

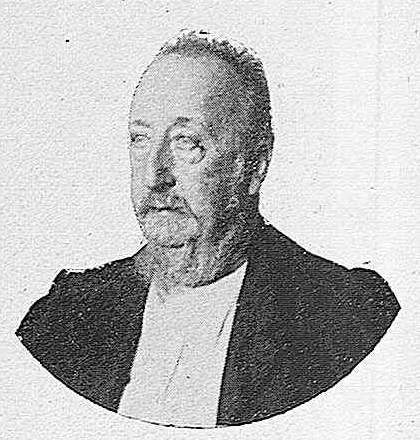
Ricardo Anckermann, 1902

Ricardo Anckermann Riera (* 19. Dezember 1842 in Palma; † 9. März 1907 in Palma) war ein spanischer Maler deutscher Abstammung.

## Leben
Ricardo Anckermann war der Enkel eines preußischen Militärs aus Leipzig, der 1796–1804 auf Mallorca lebte und ein Jahr nach seiner Ankunft eine Mallorquinerin geheiratet hatte. Er studierte an der Academia Provincial de Bellas Artes in Palma, wo er Schüler von Juan O’Neille y Rosiñol war. 1869–1871 unternahm Anckermann Studienreisen nach Paris und London, die sein Interesse an Landschaftsmalerei weckten. Ab 1872 war er Lehrer an der Academia Provincial de Bellas Artes, zu deren Leiter er 1893 aufstieg.
Anckermann war Republikaner und für den Partido Demócrata Posibilista Mitglied des Stadtrats von Palma. Seine Tochter Margalida besuchte ab 1877 als erste Schülerin den Palmaer Instituto Balear, die höchste Bildungseinrichtung der Balearen.

## Werk

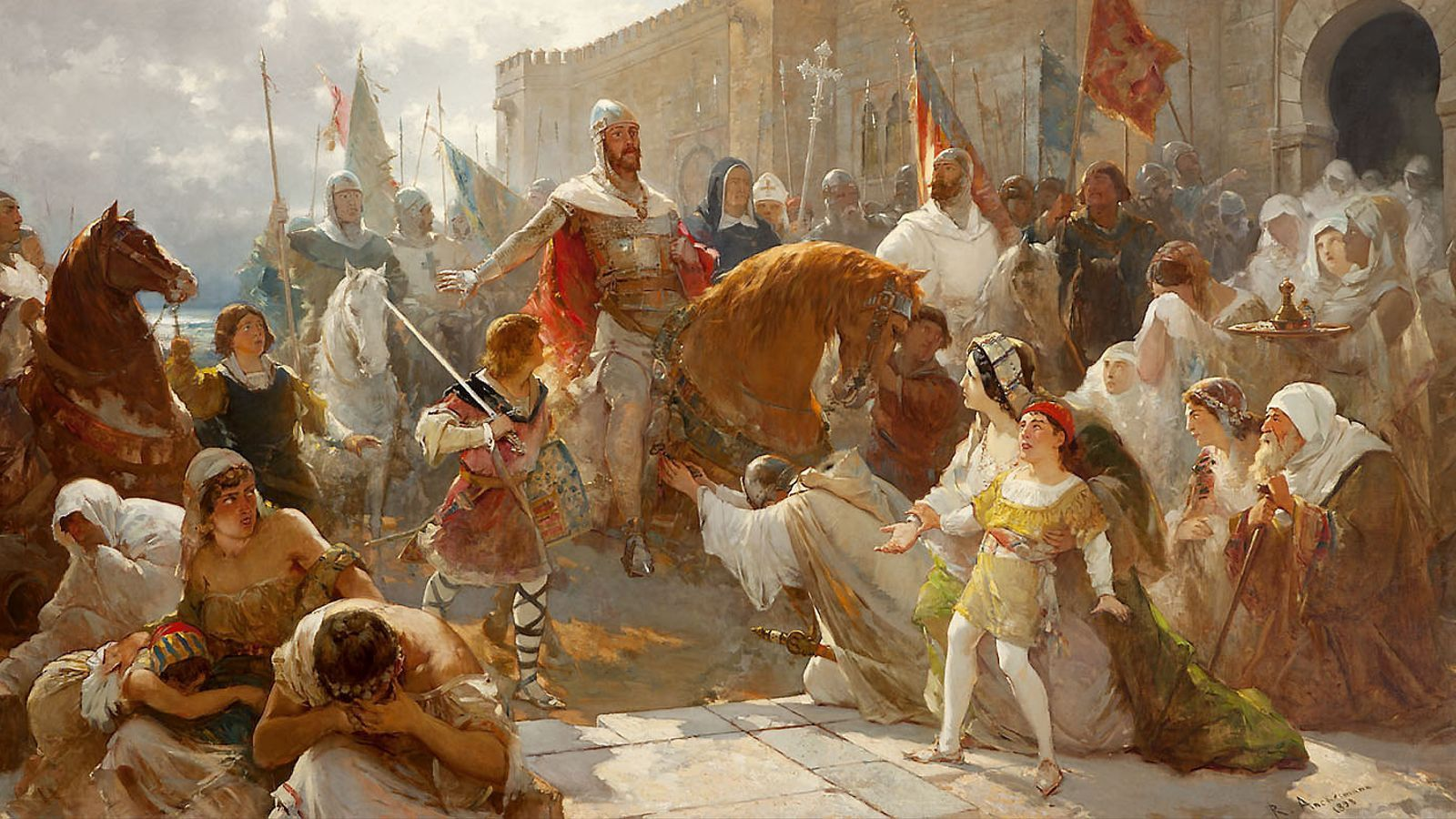
El Lliurament de la Suda, 1898

Ricardo Anckermann gehört zu den bedeutendsten mallorquinischen Malern der zweiten Hälfte des 19. Jahrhunderts. Über mehrere Jahrzehnte ist er als Maler von Auftragsarbeiten aktiv gewesen. Sein Werk ist deshalb stilistisch und thematisch von einer großen Breite gekennzeichnet, was ihn zu einem typischen Repräsentanten des Eklektizismus macht. Lange ist Anckermann vor allem als Historien- und Dekorationsmaler wahrgenommen worden. Zusammen mit seinem Lehrer Juan O’Neille und Antonio Ribas y Oliver war er aber auch einer der wichtigsten einheimischen Landschaftsmaler. Besondere Aufmerksamkeit verdient sein Interesse an dem östlich von Palma gelegene Vorort Molinar de Levante, den er über Jahrzehnte immer wieder malte. Etwa 1890, und damit deutlich vor den berühmten Strandbildern Joaquín Sorollas, entstand hier mit Molinar con gente auch eine Darstellung des Badelebens der einheimischen proletarischen Schichten.
Anckermann fand seine Hauptmotive in Geschichte, Landschaft und Bewohnern der spanischen Mittelmeerinsel Mallorca. Mehrere seiner Werke befinden sich an und in öffentlichen Gebäuden der Insel. So schuf er die Fresken des Ballsaals des Circulo Mallorquin, im Karyatidensaals des Parlaments, an der Fassade des Teatro Principal sowie im Speisesaal des Hotels Son Vida. Zahlreiche Arbeiten befinden sich im Bestand der Gemäldesammlung des Consell de Mallorca.